# Línea 16 (Santa Fe)
Línea 16 es una línea de transporte urbano de pasajeros de la ciudad de Santa Fe, Argentina. El servicio está actualmente operado por la empresa Recreo S.R.L..

## Recorridos

### 16
Servicio diurno y nocturno.
Recorrido: 1º de Mayo - Av. Gorriti - Av. Fdo Zuviría - Risso - Rivadavia - J. de la Rosa - Av. Alte. Brown - Pje. Calcena - Laprida - Bv. Gálvez - Bv. Pellegrini - Av. Freyre - 1ª Junta/A. Durán - Bv. Zavalla - Mendoza - San Jerónimo - Entre Ríos - 4 de Enero - Av. Gral. López - Av. Freyre - Suipacha - 4 de Enero - Santiago del Estero - Belgrano - Ituzaingó - V. Sarsfield - Chacabuco - Grand Bourg - Luciano Torrent - V. Sarsfield - Pje. Calcena - Av. Alte. Brown - Italia - Reg. 12 de Inf. - Av. Gral. Paz - J. de la Rosa - Avellaneda - Padre Genesio - Av. Fac. Zuviría - Av. Gorriti - Av. A. del Valle - French - 1º de Mayo.